# Horno gótico de San Mateo (Castellón)
El Horno Gótico de Sant Mateo, también conocido como Horno medieval, es un edificio construido en el siglo xv. Se encuentra situado en la calle Historiador Betí, 13, del municipio de Sant Mateu, en la comarca Bajo Maestrazgo de la provincia de Castellón (Comunidad Valenciana). Está catalogado como Bien de Relevancia Local, con número de anotación 12.03.100-011, según la Disposición Adicional Quinta de la Ley 5/2007, de 9 de febrero, de la Generalitat, de modificación de la Ley 4/1998, de 11 de junio, del Patrimonio Cultural Valenciano (DOCV Núm. 5.449 / 13/02/2007).

## Historia
Los establecimientos de hornos fueron concedidos en la ciudad por Fray Alberto de Thous en 1386, en otras fuentes se da la fecha de 1308. El edificio presenta una planta rectangular con la cubierta realizada en teja árabe a dos aguas, está construido con mampostería y arcos dovelados, en su interior hay arcos de diafragma y en la parte del fondo trasera está la bóveda del horno.